# PLANS
PLANS(People for Legal and Non-Sectarian Schools)成立于1995年，并于1997年正式成为美国加州注册的非盈利组织，主席黛布拉·斯内尔秘书丹·杜根是前华德福学校的父母。该组织专门针对美国的华德福教育体系，指控华德福特许学校，公费补助，民办民营，违反美国宪法的政教分离精神，浪费公帑。该组织宣称华德福学校教导人智学，其相关内容含宗教成分，并指控人智学的宗教性。
PLANS组织于1998年正式针对两家位于加州公立学区的萨克拉门托市联合学区和双垅小学区的华德福学校，提起联邦诉讼，以制止两家学校实施华德福教育方法。该组织发起诉讼时，在编成员少于50位。
该案件在长达超过十年间，分别在2001,2004,2005,2009,2010年审理，在被法庭初审驳回后继而上诉，最终于2012年，被联邦第九区上诉法院驳回案件，宣布败诉。
法庭结论，PLANS组织所提出的，人智学是一种宗教，以及华德福学校教导人智学，两者皆不成立。